# Bundestagswahlkreis Saarbrücken
Der Wahlkreis Saarbrücken (Wahlkreis 296) ist ein Bundestagswahlkreis im Saarland. Er umfasst die Städte Püttlingen, Saarbrücken und Völklingen sowie die Gemeinden Großrosseln, Kleinblittersdorf und Riegelsberg des Regionalverbandes Saarbrücken.

## Wahlkreisgeschichte
Zwischen 1957 und 1998 bestand daneben der Bundestagswahlkreis Saarbrücken II (Saarbrücken-Land).
| Jahr      | Wahlkreisname         | Gebiet |
| --------- | --------------------- | --- |
| 1957–1961 | 243 Saarbrücken-Stadt | - Kreisfreie Stadt Saarbrücken, - vom Landkreis Saarbrücken die amtsfreie Gemeinde Dudweiler sowie die Gemeinden Bischmisheim, Bliesransbach, Brebach-Fechingen, Bübingen, Güdingen, Rentrisch, Schafbrücke, Scheidt (= Amt Brebach), Auersmacher, Kleinblittersdorf, Rilchingen-Hanweiler, Sitterswald (= Amt Kleinblittersdorf), Riegelsberg, Walpershofen (= Amt Riegelsberg) |
| 1965–1972 | 244 Saarbrücken-Stadt | - Kreisfreie Stadt Saarbrücken, - vom Landkreis Saarbrücken die amtsfreie Gemeinde Dudweiler sowie die Gemeinden Bischmisheim, Bliesransbach, Brebach-Fechingen, Bübingen, Güdingen, Rentrisch, Schafbrücke, Scheidt (= Amt Brebach), Auersmacher, Kleinblittersdorf, Rilchingen-Hanweiler, Sitterswald (= Amt Kleinblittersdorf), Riegelsberg, Walpershofen (= Amt Riegelsberg) |
| 1976–1998 | 244 Saarbrücken I     | Vom Stadtverband Saarbrücken die Gemeinden Saarbrücken und Kleinblittersdorf |
| 2002–2021 | 296 Saarbrücken       | Vom Regionalverband Saarbrücken die Gemeinden Saarbrücken, Großrosseln, Kleinblittersdorf, Püttlingen, Riegelsberg und Völklingen |

## Wahlkreisabgeordnete
| Wahl | Abgeordneter | Abgeordneter       | Partei | Stimmen in % |
| ---- | ------------ | ------------------ | ------ | ------------ |
| 1957 |              | Heinrich Schneider | FDP    | 32,3         |
| 1961 |              | Eugen Huthmacher   | CDU    | 38,6         |
| 1965 |              | Rudolf Hussong     | SPD    | 42,0         |
| 1969 |              | Günter Slotta      | SPD    | 47,0         |
| 1972 | 54,9         | Günter Slotta      | SPD    |              |
| 1976 |              | Hajo Hoffmann      | SPD    | 48,8         |
| 1980 | 53,4         | Hajo Hoffmann      | SPD    |              |
| 1983 | 49,8         | Hajo Hoffmann      | SPD    |              |
| 1987 |              | Margit Conrad      | SPD    | 47,7         |
| 1990 |              | Oskar Lafontaine   | SPD    | 55,5         |
| 1994 | 51,9         | Oskar Lafontaine   | SPD    |              |
| 1998 | 56,4         | Oskar Lafontaine   | SPD    |              |
| 2002 |              | Elke Ferner        | SPD    | 51,8         |
| 2005 | 33,5         | Elke Ferner        | SPD    |              |
| 2009 |              | Anette Hübinger    | CDU    | 31,8         |
| 2013 | 36,9         | Anette Hübinger    | CDU    |              |
| 2017 |              | Josephine Ortleb   | SPD    | 32,1         |
| 2021 | 36,9         | Josephine Ortleb   | SPD    |              |
| 2025 | 32,4         | Josephine Ortleb   | SPD    |              |

## Wahlergebnisse

### Bundestagswahl 2025
| Kandidaten                                            | Kandidaten                    | Parteien/Listen     | Erststimmen | Erststimmen | Zweitstimmen | Zweitstimmen |
| Kandidaten                                            | Kandidaten                    | Parteien/Listen     | Stimmen     | %           | Stimmen      | %            |
| ----------------------------------------------------- | ----------------------------- | ------------------- | ----------- | ----------- | ------------ | ------------ |
|                                                       | Josephine Ortlebgewählt im WK | SPD                 | 47.529      | 32,4        | 32.526       | 22,1         |
|                                                       | Yvonne Brück                  | CDU                 | 36.390      | 24,8        | 33.745       | 22,9         |
|                                                       | Roland König                  | FDP                 | 5.280       | 3,6         | 6.455        | 4,4          |
|                                                       | Boris Gamanov                 | AfD                 | 30.329      | 20,6        | 29.591       | 20,1         |
|                                                       | Jasmin Pies                   | Die Linke           | 12.423      | 8,5         | 14.566       | 9,9          |
|                                                       | –                             | Tierschutzpartei    | –           | –           | 2.998        | 2,0          |
|                                                       | Uwe Schlote                   | FREIE WÄHLER        | 3.524       | 2,4         | 1.457        | 1,0          |
|                                                       | –                             | Volt                | –           | –           | 1.217        | 0,8          |
|                                                       | –                             | PIRATEN             | –           | –           | 468          | 0,3          |
|                                                       | Rolf Tickert                  | MLPD                | 553         | 0,4         | 133          | 0,1          |
|                                                       | –                             | Bündnis Deutschland | –           | –           | 374          | 0,3          |
|                                                       | Jeanne Dillschneider          | GRÜNE               | 10.868      | 7,4         | 14.614       | 9,9          |
|                                                       | –                             | BSW                 | –           | –           | 9.342        | 6,3          |
| Gesamt                                                | Gesamt                        | Gesamt              | 146.896     | 100         | 147.486      | 100          |
|                                                       |                               |                     |             |             |              |              |
| Ungültige Stimmen                                     | Ungültige Stimmen             | Ungültige Stimmen   | 1.861       | 1,3         | 1.271        | 0,9          |
| Wähler                                                | Wähler                        | Wähler              | 148.757     | 79,4        | 148.757      | 79,4         |
| Wahlberechtigte                                       | Wahlberechtigte               | Wahlberechtigte     | 187.345     |             | 187.345      |              |
|                                                       |                               |                     |             |             |              |              |
| Quellen: Die Bundeswahlleiterin, Kandidaten – Stimmen |                               |                     |             |             |              |              |

### Bundestagswahl 2021
| Kandidaten                                            | Kandidaten                    | Parteien/Listen          | Erststimmen | Erststimmen | Zweitstimmen | Zweitstimmen |
| Kandidaten                                            | Kandidaten                    | Parteien/Listen          | Stimmen     | %           | Stimmen      | %            |
| ----------------------------------------------------- | ----------------------------- | ------------------------ | ----------- | ----------- | ------------ | ------------ |
|                                                       | Annegret Kramp-Karrenbauer    | CDU                      | 35.252      | 25,1        | 28.797       | 20,5         |
|                                                       | Josephine Ortlebgewählt im WK | SPD                      | 51.749      | 36,9        | 52.537       | 37,4         |
|                                                       | Mark Baumeister               | DIE LINKE                | 8.708       | 6,2         | 13.484       | 9,6          |
|                                                       | Boris Huebner                 | AfD                      | 12.569      | 9,0         | 13.006       | 9,3          |
|                                                       | Helmut Isringhaus             | FDP                      | 11.647      | 8,3         | 15.438       | 11,0         |
|                                                       | Lukas Matheis                 | Die PARTEI               | 3.439       | 2,4         | 2.764        | 2,0          |
|                                                       | Hans Peter Pflug              | FREIE WÄHLER             | 2.604       | 1,9         | 2.191        | 1,6          |
|                                                       | –                             | NPD                      | –           | –           | 370          | 0,3          |
|                                                       | –                             | PIRATEN                  | –           | –           | 1.009        | 0,7          |
|                                                       | Rolf Tickert                  | MLPD                     | 201         | 0,1         | 141          | 0,1          |
|                                                       | Steffi Richter                | dieBasis                 | 2.179       | 1,6         | 1.923        | 1,4          |
|                                                       | Nico Herrmann                 | ÖDP                      | 605         | 0,4         | 698          | 0,5          |
|                                                       | –                             | Tierschutzpartei         | –           | –           | 3.843        | 2,7          |
|                                                       | –                             | Team Todenhöfer          | –           | –           | 748          | 0,5          |
|                                                       | –                             | VOLT                     | –           | –           | 1.525        | 1,1          |
|                                                       | Gerhard Wenz                  | GRÜNE                    | 11.143      | 7,9         | –            | –            |
|                                                       | Stephan Poss                  | Einzelbewerber (Poss4SB) | 299         | 0,2         | –            | –            |
| Gesamt                                                | Gesamt                        | Gesamt                   | 140.398     | 100         | 140.474      | 100          |
|                                                       |                               |                          |             |             |              |              |
| Ungültige Stimmen                                     | Ungültige Stimmen             | Ungültige Stimmen        | 2.299       | 1,6         | 2.223        | 1,6          |
| Wähler                                                | Wähler                        | Wähler                   | 142.697     | 74,0        | 142.697      | 74,0         |
| Wahlberechtigte                                       | Wahlberechtigte               | Wahlberechtigte          | 192.929     |             | 192.929      |              |
|                                                       |                               |                          |             |             |              |              |
| Quellen: Die Bundeswahlleiterin, Kandidaten – Stimmen |                               |                          |             |             |              |              |

### Bundestagswahl 2017
| Kandidaten                                            | Kandidaten                    | Parteien/Listen     | Erststimmen | Erststimmen | Zweitstimmen | Zweitstimmen |
| Kandidaten                                            | Kandidaten                    | Parteien/Listen     | Stimmen     | %           | Stimmen      | %            |
| ----------------------------------------------------- | ----------------------------- | ------------------- | ----------- | ----------- | ------------ | ------------ |
|                                                       | Bernd Wegner                  | CDU                 | 45.664      | 31,4        | 41.394       | 28,5         |
|                                                       | Josephine Ortlebgewählt im WK | SPD                 | 46.688      | 32,1        | 38.322       | 26,4         |
|                                                       | Gabriele Ungers               | DIE LINKE           | 19.262      | 13,3        | 21.669       | 14,9         |
|                                                       | Patrick Ginsbach              | GRÜNE               | 8.782       | 6,0         | 11.748       | 8,1          |
|                                                       | Wilhelm Dieter Müller         | AfD                 | 12.950      | 8,9         | 14.042       | 9,7          |
|                                                       | Roland König                  | FDP                 | 7.672       | 5,3         | 11.753       | 8,1          |
|                                                       | Klaus Gerhard Schummer        | PIRATEN             | 1.386       | 1,0         | 842          | 0,6          |
|                                                       | Frank Franz                   | NPD                 | 947         | 0,7         | 933          | 0,6          |
|                                                       | Friedemann Klein              | FREIE WÄHLER        | 1.592       | 1,1         | 1.048        | 0,7          |
|                                                       | Rolf Tickert                  | MLPD                | 355         | 0,2         | 165          | 0,1          |
|                                                       | –                             | BGE                 | –           | –           | 416          | 0,3          |
|                                                       | –                             | DM                  | –           | –           | 226          | 0,2          |
|                                                       | –                             | Partei der Vernunft | –           | –           | 87           | 0,1          |
|                                                       | –                             | Die PARTEI          | –           | –           | 2.332        | 1,6          |
|                                                       | –                             | V-Partei³           | –           | –           | 453          | 0,3          |
| Gesamt                                                | Gesamt                        | Gesamt              | 145.298     | 100         | 145.430      | 100          |
|                                                       |                               |                     |             |             |              |              |
| Ungültige Stimmen                                     | Ungültige Stimmen             | Ungültige Stimmen   | 2.304       | 1,6         | 2.172        | 1,5          |
| Wähler                                                | Wähler                        | Wähler              | 147.602     | 73,8        | 147.602      | 73,8         |
| Wahlberechtigte                                       | Wahlberechtigte               | Wahlberechtigte     | 199.885     |             | 199.885      |              |
|                                                       |                               |                     |             |             |              |              |
| Quellen: Die Bundeswahlleiterin, Kandidaten – Stimmen |                               |                     |             |             |              |              |

### Bundestagswahl 2013
| Kandidaten                                            | Kandidaten                   | Parteien/Listen   | Erststimmen | Erststimmen | Zweitstimmen | Zweitstimmen |
| Kandidaten                                            | Kandidaten                   | Parteien/Listen   | Stimmen     | %           | Stimmen      | %            |
| ----------------------------------------------------- | ---------------------------- | ----------------- | ----------- | ----------- | ------------ | ------------ |
|                                                       | Anette Hübingergewählt im WK | CDU               | 51.324      | 36,9        | 46.513       | 33,4         |
|                                                       | Elke Ferner                  | SPD               | 50.286      | 36,2        | 43.329       | 31,1         |
|                                                       | Claudia Kohde-Kilsch         | DIE LINKE         | 15.202      | 10,9        | 16.268       | 11,7         |
|                                                       | Roland König                 | FDP               | 2.410       | 1,7         | 6.246        | 4,5          |
|                                                       | Barbara Meyer                | GRÜNE             | 7.422       | 5,3         | 10.910       | 7,8          |
|                                                       | –                            | FAMILIE           | –           | –           | 1.560        | 1,1          |
|                                                       | Marc Großjean                | PIRATEN           | 3.904       | 2,8         | 4.110        | 2,9          |
|                                                       | Peter Marx                   | NPD               | 2.550       | 1,8         | 2.582        | 1,9          |
|                                                       | Dietrich Schwang             | MLPD              | 267         | 0,2         | 160          | 0,1          |
|                                                       | Rudolf Müller                | AfD               | 5.686       | 4,1         | 6.575        | 4,7          |
|                                                       | –                            | pro Deutschland   | –           | –           | 233          | 0,2          |
|                                                       | –                            | FREIE WÄHLER      | –           | –           | 849          | 0,6          |
| Gesamt                                                | Gesamt                       | Gesamt            | 139.051     | 100         | 139.335      | 100          |
|                                                       |                              |                   |             |             |              |              |
| Ungültige Stimmen                                     | Ungültige Stimmen            | Ungültige Stimmen | 3.349       | 2,4         | 3.065        | 2,2          |
| Wähler                                                | Wähler                       | Wähler            | 142.400     | 69,5        | 142.400      | 69,5         |
| Wahlberechtigte                                       | Wahlberechtigte              | Wahlberechtigte   | 204.905     |             | 204.905      |              |
|                                                       |                              |                   |             |             |              |              |
| Quellen: Die Bundeswahlleiterin, Kandidaten – Stimmen |                              |                   |             |             |              |              |

### Bundestagswahl 2009
| Kandidaten                                          | Kandidaten                   | Parteien/Listen   | Erststimmen | Erststimmen | Zweitstimmen | Zweitstimmen |
| Kandidaten                                          | Kandidaten                   | Parteien/Listen   | Stimmen     | %           | Stimmen      | %            |
| --------------------------------------------------- | ---------------------------- | ----------------- | ----------- | ----------- | ------------ | ------------ |
|                                                     | Elke Ferner                  | SPD               | 43.737      | 30,4        | 34.528       | 23,9         |
|                                                     | Anette Hübingergewählt im WK | CDU               | 45.748      | 31,8        | 38.317       | 26,5         |
|                                                     | Volker Schneider             | DIE LINKE         | 31.946      | 22,2        | 34.666       | 24,0         |
|                                                     | Roland König                 | FDP               | 10.597      | 7,4         | 17.651       | 12,2         |
|                                                     | Karin Burkart                | GRÜNE             | 9.696       | 6,7         | 12.685       | 8,8          |
|                                                     | –                            | FAMILIE           | –           | –           | 1.596        | 1,1          |
|                                                     | Peter Marx                   | NPD               | 1.967       | 1,4         | 1.737        | 1,2          |
|                                                     | Reiner Aulenbacher           | MLPD              | 323         | 0,2         | 112          | 0,1          |
|                                                     | –                            | PIRATEN           | –           | –           | 2.536        | 1,8          |
|                                                     | –                            | RRP               | –           | –           | 752          | 0,5          |
| Gesamt                                              | Gesamt                       | Gesamt            | 144.014     | 100         | 144.580      | 100          |
|                                                     |                              |                   |             |             |              |              |
| Ungültige Stimmen                                   | Ungültige Stimmen            | Ungültige Stimmen | 2.699       | 1,8         | 2.133        | 1,5          |
| Wähler                                              | Wähler                       | Wähler            | 146.713     | 70,8        | 146.713      | 70,8         |
| Wahlberechtigte                                     | Wahlberechtigte              | Wahlberechtigte   | 207.292     |             | 207.292      |              |
|                                                     |                              |                   |             |             |              |              |
| Quellen: Der Bundeswahlleiter, Kandidaten – Stimmen |                              |                   |             |             |              |              |

### Bundestagswahl 2005
| Kandidaten                                                                                                | Kandidaten               | Parteien/Listen   | Erststimmen | Erststimmen | Zweitstimmen | Zweitstimmen |
| Kandidaten                                                                                                | Kandidaten               | Parteien/Listen   | Stimmen     | %           | Stimmen      | %            |
| --- | ------------------------ | ----------------- | ----------- | ----------- | ------------ | ------------ |
| | Elke Fernergewählt im WK | SPD               | 53.035      | 33,5        | 51.231       | 32,4         |
| | Anette Hübinger          | CDU               | 47.057      | 29,8        | 41.846       | 26,5         |
| | Tina Schöpfer            | GRÜNE             | 5.576       | 3,5         | 12.517       | 7,9          |
| | Karl Addicks             | FDP               | 5.266       | 3,3         | 12.502       | 7,9          |
| | Oskar Lafontaine         | Die Linke.        | 41.428      | 26,2        | 33.021       | 20,9         |
| | Klaus Kühn               | FAMILIE           | 3.072       | 1,9         | 2.614        | 1,7          |
| | Peter Marx               | NPD               | 2.434       | 1,5         | 2.823        | 1,8          |
| | –                        | GRAUE             | –           | –           | 1.323        | 0,8          |
| | Sabine Fricker           | MLPD              | 223         | 0,1         | 217          | 0,1          |
| Gesamt | Gesamt                   | Gesamt            | 158.091     | 100         | 158.094      | 100          |
| |                          |                   |             |             |              |              |
| Ungültige Stimmen                                                                                         | Ungültige Stimmen        | Ungültige Stimmen | 3.305       | 2,0         | 3.302        | 2,0          |
| Wähler | Wähler                   | Wähler            | 161.396     | 76,9        | 161.396      | 76,9         |
| Wahlberechtigte                                                                                           | Wahlberechtigte          | Wahlberechtigte   | 209.832     |             | 209.832      |              |
| |                          |                   |             |             |              |              |
| Quellen: Der Bundeswahlleiter, Kandidaten – Stimmen Amtsblatt des Saarlandes Nr. 43, 13/10/2005 (S. 1607) |                          |                   |             |             |              |              |

### Bundestagswahl 2002
| Kandidaten                                                                                                | Kandidaten               | Parteien/Listen   | Erststimmen | Erststimmen | Zweitstimmen | Zweitstimmen |
| Kandidaten                                                                                                | Kandidaten               | Parteien/Listen   | Stimmen     | %           | Stimmen      | %            |
| --- | ------------------------ | ----------------- | ----------- | ----------- | ------------ | ------------ |
| | Elke Fernergewählt im WK | SPD               | 83.260      | 51,8        | 74.018       | 45,9         |
| | Anette Hübinger          | CDU               | 54.779      | 34,1        | 50.435       | 31,3         |
| | Manfred Jost             | GRÜNE             | 7.912       | 4,9         | 16.540       | 10,3         |
| | Jorgo Chatzimarkakis     | FDP               | 6.983       | 4,3         | 10.806       | 6,7          |
| | –                        | REP               | –           | –           | 724          | 0,4          |
| | Thomas Lutze             | PDS               | 2.479       | 1,5         | 3.122        | 1,9          |
| | Ilona Maria Grub         | FAMILIE           | 1.927       | 1,2         | 1.474        | 0,9          |
| | Lore Müller              | GRAUE             | 1.560       | 1,0         | 1.130        | 0,7          |
| | Peter Marx               | NPD               | 1.897       | 1,2         | 1.363        | 0,8          |
| | –                        | Schill            | –           | –           | 1.488        | 0,9          |
| Gesamt | Gesamt                   | Gesamt            | 160.797     | 100         | 161.100      | 100          |
| |                          |                   |             |             |              |              |
| Ungültige Stimmen                                                                                         | Ungültige Stimmen        | Ungültige Stimmen | 3.272       | 2,0         | 2.969        | 1,8          |
| Wähler | Wähler                   | Wähler            | 164.069     | 77,2        | 164.069      | 77,2         |
| Wahlberechtigte                                                                                           | Wahlberechtigte          | Wahlberechtigte   | 212.426     |             | 212.426      |              |
| |                          |                   |             |             |              |              |
| Quellen: Der Bundeswahlleiter, Kandidaten – Stimmen Amtsblatt des Saarlandes Nr. 48, 17/10/2002 (S. 2000) |                          |                   |             |             |              |              |

### Bundestagswahl 1998
| Kandidaten                                                                                                | Kandidaten                    | Parteien/Listen     | Erststimmen | Erststimmen | Zweitstimmen | Zweitstimmen |
| Kandidaten                                                                                                | Kandidaten                    | Parteien/Listen     | Stimmen     | %           | Stimmen      | %            |
| --- | ----------------------------- | ------------------- | ----------- | ----------- | ------------ | ------------ |
| | Oskar Lafontainegewählt im WK | SPD                 | 66.203      | 56,4        | 58.441       | 50,1         |
| | Peter Jacoby                  | CDU                 | 37.260      | 31,7        | 32.417       | 27,8         |
| | Sigrun Krack-Schumann         | GRÜNE               | 5.391       | 4,6         | 10.884       | 9,3          |
| | Werner Klumpp                 | F.D.P.              | 3.458       | 2,9         | 7.873        | 6,7          |
| | Thomas Lutze                  | PDS                 | 1.031       | 0,9         | 1.749        | 1,5          |
| | –                             | APPD                | –           | –           | 148          | 0,1          |
| | –                             | BFB – Die Offensive | –           | –           | 200          | 0,2          |
| | –                             | CM                  | –           | –           | 91           | 0,1          |
| | –                             | DVU                 | –           | –           | 830          | 0,7          |
| | Lore Müller                   | GRAUE               | 830         | 0,7         | 798          | 0,7          |
| | Karl-Werner Weiss             | REP                 | 1.755       | 1,5         | 1.630        | 1,4          |
| | Ilona Grub                    | FAMILIE             | 566         | 0,5         | 533          | 0,5          |
| | –                             | DIE FRAUEN          | –           | –           | 91           | 0,1          |
| | –                             | Pro DM              | –           | –           | 578          | 0,5          |
| | Otto Becker                   | NPD                 | 357         | 0,3         | 307          | 0,3          |
| | Bernd Jatzwauk                | ödp                 | 184         | 0,2         | 177          | 0,2          |
| | Thomas Hagenhofer             | DKP                 | 151         | 0,1         | –            | –            |
| | Dietrich Schwang              | MLPD                | 72          | 0,1         | –            | –            |
| | Heiko Pilger                  | NATURGESETZ         | 198         | 0,2         | –            | –            |
| Gesamt | Gesamt                        | Gesamt              | 117.456     | 100         | 116.747      | 100          |
| |                               |                     |             |             |              |              |
| Ungültige Stimmen                                                                                         | Ungültige Stimmen             | Ungültige Stimmen   | 2.318       | 1,9         | 3.027        | 2,5          |
| Wähler | Wähler                        | Wähler              | 119.774     | 80,5        | 119.774      | 80,5         |
| Wahlberechtigte                                                                                           | Wahlberechtigte               | Wahlberechtigte     | 148.769     |             | 148.769      |              |
| |                               |                     |             |             |              |              |
| Quellen: Der Bundeswahlleiter, Kandidaten – Stimmen Amtsblatt des Saarlandes Nr. 47, 12/11/1998 (S. 1006) |                               |                     |             |             |              |              |

### Bundestagswahl 1994
| Kandidaten                                                     | Kandidaten                    | Parteien/Listen   | Erststimmen | Erststimmen | Zweitstimmen | Zweitstimmen |
| Kandidaten                                                     | Kandidaten                    | Parteien/Listen   | Stimmen     | %           | Stimmen      | %            |
| -------------------------------------------------------------- | ----------------------------- | ----------------- | ----------- | ----------- | ------------ | ------------ |
|                                                                | Oskar Lafontainegewählt im WK | SPD               | 61.448      | 51,9        | 56.019       | 47,6         |
|                                                                | Peter Jacoby                  | CDU               | 41.320      | 34,9        | 38.109       | 32,4         |
|                                                                | Ralf Baumann                  | F.D.P.            | 3.110       | 2,6         | 7.603        | 6,5          |
|                                                                | Irmgard Jochum                | GRÜNE             | 7.877       | 6,7         | 10.289       | 8,7          |
|                                                                | Karl-Werner Weiss             | REP               | 1.823       | 1,5         | 1.866        | 1,6          |
|                                                                | Jürgen Frank                  | PDS               | 964         | 0,8         | 1.617        | 1,4          |
|                                                                | Harald Steindorf              | GRAUE             | 1.326       | 1,1         | 1.229        | 1,0          |
|                                                                | Eva Karrenbauer               | NATURGESETZ       | 491         | 0,4         | 378          | 0,3          |
|                                                                | –                             | MLPD              | –           | –           | 54           | 0,0          |
|                                                                | –                             | ÖDP               | –           | –           | 240          | 0,2          |
|                                                                | –                             | STATT Partei      | –           | –           | 362          | 0,3          |
| Gesamt                                                         | Gesamt                        | Gesamt            | 118.359     | 100         | 117.766      | 100          |
|                                                                |                               |                   |             |             |              |              |
| Ungültige Stimmen                                              | Ungültige Stimmen             | Ungültige Stimmen | 3.580       | 2,9         | 4.173        | 3,4          |
| Wähler                                                         | Wähler                        | Wähler            | 121.939     | 79,0        | 121.939      | 79,0         |
| Wahlberechtigte                                                | Wahlberechtigte               | Wahlberechtigte   | 154.274     |             | 154.274      |              |
|                                                                |                               |                   |             |             |              |              |
| Quellen: Amtsblatt des Saarlandes Nr. 57, 10/11/1994 (S. 1517) |                               |                   |             |             |              |              |

### Bundestagswahl 1990
| Kandidaten                                                  | Kandidaten                    | Parteien/Listen   | Erststimmen | Erststimmen | Zweitstimmen | Zweitstimmen |
| Kandidaten                                                  | Kandidaten                    | Parteien/Listen   | Stimmen     | %           | Stimmen      | %            |
| ----------------------------------------------------------- | ----------------------------- | ----------------- | ----------- | ----------- | ------------ | ------------ |
|                                                             | Oskar Lafontainegewählt im WK | SPD               | 70.504      | 55,5        | 66.419       | 52,2         |
|                                                             | Werner Schreiber              | CDU               | 41.935      | 33,0        | 41.616       | 32,7         |
|                                                             | Monika Klasen                 | GRÜNE             | 3.811       | 3,0         | 4.674        | 3,7          |
|                                                             | Uta Schellhaaß                | F.D.P.            | 8.265       | 6,5         | 10.978       | 8,6          |
|                                                             | –                             | CM                | –           | –           | 100          | 0,1          |
|                                                             | Hanna Kessler                 | DIE GRAUEN        | 1.473       | 1,2         | 1.180        | 0,9          |
|                                                             | –                             | REP               | –           | –           | 1.144        | 0,9          |
|                                                             | Otto Becker                   | NPD               | 744         | 0,6         | 380          | 0,3          |
|                                                             | Michael Britz                 | ÖDP               | 395         | 0,3         | 288          | 0,2          |
|                                                             | –                             | PDS               | –           | –           | 432          | 0,3          |
| Gesamt                                                      | Gesamt                        | Gesamt            | 127.127     | 100         | 127.211      | 100          |
|                                                             |                               |                   |             |             |              |              |
| Ungültige Stimmen                                           | Ungültige Stimmen             | Ungültige Stimmen | 1.520       | 1,2         | 1.436        | 1,1          |
| Wähler                                                      | Wähler                        | Wähler            | 128.647     | 81,1        | 128.647      | 81,1         |
| Wahlberechtigte                                             | Wahlberechtigte               | Wahlberechtigte   | 158.630     |             | 158.630      |              |
|                                                             |                               |                   |             |             |              |              |
| Quellen: Amtsblatt des Saarlandes Nr. 3, 17/01/1991 (S. 43) |                               |                   |             |             |              |              |

### Bundestagswahl 1987
| Kandidaten                                                    | Kandidaten                 | Parteien/Listen   | Erststimmen | Erststimmen | Zweitstimmen | Zweitstimmen |
| Kandidaten                                                    | Kandidaten                 | Parteien/Listen   | Stimmen     | %           | Stimmen      | %            |
| ------------------------------------------------------------- | -------------------------- | ----------------- | ----------- | ----------- | ------------ | ------------ |
|                                                               | Werner Schreiber           | CDU               | 51.117      | 39,6        | 46.325       | 35,8         |
|                                                               | Margit Conradgewählt im WK | SPD               | 61.550      | 47,7        | 56.906       | 44,0         |
|                                                               | Klaus Maria Heinemann      | F.D.P.            | 6.592       | 5,1         | 12.588       | 9,7          |
|                                                               | Karl Johannes Simons       | GRÜNE             | 7.380       | 5,7         | 11.745       | 9,1          |
|                                                               | –                          | MLPD              | –           | –           | 95           | 0,1          |
|                                                               | Bernhard Friedrich Kuhn    | NPD               | 1.082       | 0,8         | 1.096        | 0,8          |
|                                                               | Werner Kaninke             | ÖDP               | 393         | 0,3         | 452          | 0,3          |
|                                                               | Elke Gregory               | Patrioten         | 87          | 0,1         | 101          | 0,1          |
|                                                               | Alfred Berlich             | FRIEDEN           | 911         | 0,7         | –            | –            |
| Gesamt                                                        | Gesamt                     | Gesamt            | 129.112     | 100         | 129.308      | 100          |
|                                                               |                            |                   |             |             |              |              |
| Ungültige Stimmen                                             | Ungültige Stimmen          | Ungültige Stimmen | 1.899       | 1,4         | 1.703        | 1,3          |
| Wähler                                                        | Wähler                     | Wähler            | 131.011     | 82,8        | 131.011      | 82,8         |
| Wahlberechtigte                                               | Wahlberechtigte            | Wahlberechtigte   | 158.296     |             | 158.296      |              |
|                                                               |                            |                   |             |             |              |              |
| Quellen: Amtsblatt des Saarlandes Nr. 10, 12/03/1987 (S. 204) |                            |                   |             |             |              |              |

### Bundestagswahl 1983
| Kandidaten                                                    | Kandidaten                 | Parteien/Listen   | Erststimmen | Erststimmen | Zweitstimmen | Zweitstimmen |
| Kandidaten                                                    | Kandidaten                 | Parteien/Listen   | Stimmen     | %           | Stimmen      | %            |
| ------------------------------------------------------------- | -------------------------- | ----------------- | ----------- | ----------- | ------------ | ------------ |
|                                                               | Hajo Hoffmanngewählt im WK | SPD               | 67.937      | 49,8        | 63.360       | 46,4         |
|                                                               | Werner Schreiber           | CDU               | 58.077      | 42,6        | 53.201       | 39,0         |
|                                                               | Walter Henn                | F.D.P.            | 4.772       | 3,5         | 10.960       | 8,0          |
|                                                               | Raja Bernard               | DKP               | 589         | 0,4         | 533          | 0,4          |
|                                                               | Hans Georg Schudell        | GRÜNE             | 4.322       | 3,2         | 7.936        | 5,8          |
|                                                               | Elke Gregory               | EAP               | 146         | 0,1         | 135          | 0,1          |
|                                                               | Richard Siegel             | NPD               | 465         | 0,3         | 444          | 0,3          |
| Gesamt                                                        | Gesamt                     | Gesamt            | 136.308     | 100         | 136.569      | 100          |
|                                                               |                            |                   |             |             |              |              |
| Ungültige Stimmen                                             | Ungültige Stimmen          | Ungültige Stimmen | 1.790       | 1,3         | 1.529        | 1,1          |
| Wähler                                                        | Wähler                     | Wähler            | 138.098     | 87,1        | 138.098      | 87,1         |
| Wahlberechtigte                                               | Wahlberechtigte            | Wahlberechtigte   | 158.634     |             | 158.634      |              |
|                                                               |                            |                   |             |             |              |              |
| Quellen: Amtsblatt des Saarlandes Nr. 14, 28/04/1983 (S. 240) |                            |                   |             |             |              |              |

### Bundestagswahl 1980
| Kandidaten                                                    | Kandidaten                 | Parteien/Listen   | Erststimmen | Erststimmen | Zweitstimmen | Zweitstimmen |
| Kandidaten                                                    | Kandidaten                 | Parteien/Listen   | Stimmen     | %           | Stimmen      | %            |
| ------------------------------------------------------------- | -------------------------- | ----------------- | ----------- | ----------- | ------------ | ------------ |
|                                                               | –                          | CDU               | 52.283      | 38,3        | 50.616       | 37,0         |
|                                                               | Hajo Hoffmanngewählt im WK | SPD               | 72.873      | 53,4        | 69.259       | 50,6         |
|                                                               | –                          | F.D.P.            | 10.270      | 7,5         | 14.628       | 10,7         |
|                                                               | –                          | DKP               | 692         | 0,5         | 549          | 0,4          |
|                                                               | –                          | Grüne             | –           | –           | 1.541        | 1,1          |
|                                                               | –                          | EAP               | 178         | 0,1         | 76           | 0,1          |
|                                                               | –                          | KBW               | 75          | 0,1         | –            | –            |
|                                                               | –                          | NPD               | –           | –           | 280          | 0,2          |
|                                                               | –                          | Volksfront        | –           | –           | 33           | 0,0          |
| Gesamt                                                        | Gesamt                     | Gesamt            | 136.371     | 100         | 136.982      | 100          |
|                                                               |                            |                   |             |             |              |              |
| Ungültige Stimmen                                             | Ungültige Stimmen          | Ungültige Stimmen | 2.421       | 1,7         | 1.810        | 1,3          |
| Wähler                                                        | Wähler                     | Wähler            | 138.792     | 87,3        | 138.792      | 87,3         |
| Wahlberechtigte                                               | Wahlberechtigte            | Wahlberechtigte   | 159.046     |             | 159.046      |              |
|                                                               |                            |                   |             |             |              |              |
| Quellen: Amtsblatt des Saarlandes Nr. 38, 12/11/1980 (S. 984) |                            |                   |             |             |              |              |

### Bundestagswahl 1976
| Kandidaten                                                     | Kandidaten                 | Parteien/Listen   | Erststimmen | Erststimmen | Zweitstimmen | Zweitstimmen |
| Kandidaten                                                     | Kandidaten                 | Parteien/Listen   | Stimmen     | %           | Stimmen      | %            |
| -------------------------------------------------------------- | -------------------------- | ----------------- | ----------- | ----------- | ------------ | ------------ |
|                                                                | Hajo Hoffmanngewählt im WK | SPD               | 70.100      | 48,8        | 69.251       | 48,1         |
|                                                                | –                          | CDU               | 59.323      | 41,3        | 59.260       | 41,1         |
|                                                                | –                          | F.D.P.            | 12.215      | 8,5         | 13.656       | 9,5          |
|                                                                | –                          | AUD               | 202         | 0,1         | 134          | 0,1          |
|                                                                | –                          | AVP               | –           | –           | 31           | 0,0          |
|                                                                | –                          | DKP               | 1.092       | 0,8         | 1.018        | 0,7          |
|                                                                | –                          | NPD               | 702         | 0,5         | 663          | 0,5          |
| Gesamt                                                         | Gesamt                     | Gesamt            | 143.634     | 100         | 144.013      | 100          |
|                                                                |                            |                   |             |             |              |              |
| Ungültige Stimmen                                              | Ungültige Stimmen          | Ungültige Stimmen | 1.612       | 1,1         | 1.233        | 0,8          |
| Wähler                                                         | Wähler                     | Wähler            | 145.246     | 90,0        | 145.246      | 90,0         |
| Wahlberechtigte                                                | Wahlberechtigte            | Wahlberechtigte   | 161.434     |             | 161.434      |              |
|                                                                |                            |                   |             |             |              |              |
| Quellen: Amtsblatt des Saarlandes Nr. 49, 19/11/1976 (S. 1038) |                            |                   |             |             |              |              |

### Bundestagswahl 1972
| Kandidaten                                                    | Kandidaten                 | Parteien/Listen   | Erststimmen | Erststimmen | Zweitstimmen | Zweitstimmen |
| Kandidaten                                                    | Kandidaten                 | Parteien/Listen   | Stimmen     | %           | Stimmen      | %            |
| ------------------------------------------------------------- | -------------------------- | ----------------- | ----------- | ----------- | ------------ | ------------ |
|                                                               | Rudolf Dadder              | CDU               | 52.333      | 38,0        | 52.101       | 37,8         |
|                                                               | Günter Slottagewählt im WK | SPD               | 75.581      | 54,9        | 68.224       | 49,5         |
|                                                               | Werner Klumpp              | F.D.P.            | 7.178       | 5,2         | 14.816       | 10,8         |
|                                                               | Horst Ahr                  | DKP               | 1.255       | 0,9         | 1.157        | 0,8          |
|                                                               | –                          | EFP               | –           | –           | 142          | 0,1          |
|                                                               | Gerhard Ambrosius          | NPD               | 1.202       | 0,9         | 1.270        | 0,9          |
| Gesamt                                                        | Gesamt                     | Gesamt            | 137.549     | 100         | 137.710      | 100          |
|                                                               |                            |                   |             |             |              |              |
| Ungültige Stimmen                                             | Ungültige Stimmen          | Ungültige Stimmen | 1.828       | 1,3         | 1.667        | 1,2          |
| Wähler                                                        | Wähler                     | Wähler            | 139.377     | 90,6        | 139.377      | 90,6         |
| Wahlberechtigte                                               | Wahlberechtigte            | Wahlberechtigte   | 153.919     |             | 153.919      |              |
|                                                               |                            |                   |             |             |              |              |
| Quellen: Amtsblatt des Saarlandes Nr. 41, 20/12/1972 (S. 683) |                            |                   |             |             |              |              |

### Bundestagswahl 1969
| Kandidaten                                                    | Kandidaten                 | Parteien/Listen   | Erststimmen | Erststimmen | Zweitstimmen | Zweitstimmen |
| Kandidaten                                                    | Kandidaten                 | Parteien/Listen   | Stimmen     | %           | Stimmen      | %            |
| ------------------------------------------------------------- | -------------------------- | ----------------- | ----------- | ----------- | ------------ | ------------ |
|                                                               | Franz-Lorenz von Thadden   | CDU               | 44.073      | 37,1        | 45.207       | 37,5         |
|                                                               | Günter Slottagewählt im WK | SPD               | 55.763      | 47,0        | 52.900       | 43,8         |
|                                                               | Werner Maihofer            | FDP               | 10.810      | 9,1         | 12.507       | 10,4         |
|                                                               | Horst Ahr                  | ADF               | 1.349       | 1,1         | 1.330        | 1,1          |
|                                                               | –                          | Zentrum           | –           | –           | 155          | 0,1          |
|                                                               | –                          | EP                | –           | –           | 440          | 0,4          |
|                                                               | Ferdinand Peretti          | NPD               | 6.774       | 5,7         | 8.120        | 6,7          |
| Gesamt                                                        | Gesamt                     | Gesamt            | 118.769     | 100         | 120.659      | 100          |
|                                                               |                            |                   |             |             |              |              |
| Ungültige Stimmen                                             | Ungültige Stimmen          | Ungültige Stimmen | 4.495       | 3,6         | 2.605        | 2,1          |
| Wähler                                                        | Wähler                     | Wähler            | 123.264     | 84,9        | 123.264      | 84,9         |
| Wahlberechtigte                                               | Wahlberechtigte            | Wahlberechtigte   | 145.118     |             | 145.118      |              |
|                                                               |                            |                   |             |             |              |              |
| Quellen: Amtsblatt des Saarlandes Nr. 35, 21/10/1969 (S. 642) |                            |                   |             |             |              |              |

### Bundestagswahl 1965
| Kandidaten                                                     | Kandidaten                  | Parteien/Listen   | Erststimmen | Erststimmen | Zweitstimmen | Zweitstimmen |
| Kandidaten                                                     | Kandidaten                  | Parteien/Listen   | Stimmen     | %           | Stimmen      | %            |
| -------------------------------------------------------------- | --------------------------- | ----------------- | ----------- | ----------- | ------------ | ------------ |
|                                                                | Franz Schlehofer            | CDU               | 47.234      | 39,5        | 46.193       | 38,2         |
|                                                                | Rudolf Hussonggewählt im WK | SPD               | 50.190      | 42,0        | 50.552       | 41,8         |
|                                                                | Paul Simonis                | FDP               | 15.215      | 12,7        | 16.886       | 14,0         |
|                                                                | Josef Marzelin              | AUD               | 190         | 0,2         | 185          | 0,2          |
|                                                                | Peter Walter                | CVP               | 1.439       | 1,2         | 1.459        | 1,2          |
|                                                                | Wilhelm Merfeld             | DFU               | 2.183       | 1,8         | 2.408        | 2,0          |
|                                                                | Arthur Weber                | NPD               | 3.060       | 2,6         | 3.324        | 2,7          |
| Gesamt                                                         | Gesamt                      | Gesamt            | 119.511     | 100         | 121.007      | 100          |
|                                                                |                             |                   |             |             |              |              |
| Ungültige Stimmen                                              | Ungültige Stimmen           | Ungültige Stimmen | 5.097       | 4,1         | 3.601        | 2,9          |
| Wähler                                                         | Wähler                      | Wähler            | 124.608     | 84,5        | 124.608      | 84,5         |
| Wahlberechtigte                                                | Wahlberechtigte             | Wahlberechtigte   | 147.378     |             | 147.378      |              |
|                                                                |                             |                   |             |             |              |              |
| Quellen: Amtsblatt des Saarlandes Nr. 102, 15/10/1965 (S. 834) |                             |                   |             |             |              |              |

### Bundestagswahl 1961
| Kandidaten                                                    | Kandidaten                    | Parteien/Listen   | Erststimmen | Erststimmen | Zweitstimmen | Zweitstimmen |
| Kandidaten                                                    | Kandidaten                    | Parteien/Listen   | Stimmen     | %           | Stimmen      | %            |
| ------------------------------------------------------------- | ----------------------------- | ----------------- | ----------- | ----------- | ------------ | ------------ |
|                                                               | Eugen Huthmachergewählt im WK | CDU               | 43.913      | 38,6        | 42.438       | 38,2         |
|                                                               | Rudolf Hussong                | SPD               | 38.899      | 34,2        | 38.071       | 34,3         |
|                                                               | Heinrich Schneider            | DPS/FDP           | 25.373      | 22,3        | 24.866       | 22,4         |
|                                                               | Richard Mattern               | GDP               | 448         | 0,4         | 454          | 0,4          |
|                                                               | Erich Walch                   | DFU               | 4.177       | 3,7         | 4.221        | 3,8          |
|                                                               | –                             | DG                | –           | –           | 77           | 0,1          |
|                                                               | Willy Kallert                 | DRP               | 917         | 0,8         | 941          | 0,8          |
| Gesamt                                                        | Gesamt                        | Gesamt            | 113.727     | 100         | 111.068      | 100          |
|                                                               |                               |                   |             |             |              |              |
| Ungültige Stimmen                                             | Ungültige Stimmen             | Ungültige Stimmen | 5.323       | 4,5         | 7.982        | 6,7          |
| Wähler                                                        | Wähler                        | Wähler            | 119.050     | 82,5        | 119.050      | 82,5         |
| Wahlberechtigte                                               | Wahlberechtigte               | Wahlberechtigte   | 144.241     |             | 144.241      |              |
|                                                               |                               |                   |             |             |              |              |
| Quellen: Amtsblatt des Saarlandes Nr. 64, 09/10/1961 (S. 564) |                               |                   |             |             |              |              |

### Bundestagswahl 1957
| Kandidaten                                                     | Kandidaten                      | Parteien/Listen   | Erststimmen | Erststimmen | Zweitstimmen | Zweitstimmen |
| Kandidaten                                                     | Kandidaten                      | Parteien/Listen   | Stimmen     | %           | Stimmen      | %            |
| -------------------------------------------------------------- | ------------------------------- | ----------------- | ----------- | ----------- | ------------ | ------------ |
|                                                                | Karl Walz                       | CDU               | 25.284      | 23,0        | 24.489       | 22,7         |
|                                                                | Heinrich Schneidergewählt im WK | FDP/DPS           | 35.467      | 32,3        | 34.109       | 31,7         |
|                                                                | Ernst-Josef Ludwig              | CSU               | 19.934      | 18,2        | 19.882       | 18,5         |
|                                                                | Walter Petsch                   | SPD               | 26.879      | 24,5        | 26.724       | 24,8         |
|                                                                | Erwin Gieseking                 | BdD               | 484         | 0,4         | 473          | 0,4          |
|                                                                | –                               | DG                | –           | –           | 166          | 0,2          |
|                                                                | Jakob Schilling                 | DP                | 819         | 0,7         | 939          | 0,9          |
|                                                                | Robert Ritz                     | DRP               | 533         | 0,5         | 558          | 0,5          |
|                                                                | Hans Brenner                    | GB/BHE            | 315         | 0,3         | 361          | 0,3          |
| Gesamt                                                         | Gesamt                          | Gesamt            | 109.715     | 100         | 107.701      | 100          |
|                                                                |                                 |                   |             |             |              |              |
| Ungültige Stimmen                                              | Ungültige Stimmen               | Ungültige Stimmen | 5.653       | 4,9         | 7.667        | 6,6          |
| Wähler                                                         | Wähler                          | Wähler            | 115.368     | 85,6        | 115.368      | 85,6         |
| Wahlberechtigte                                                | Wahlberechtigte                 | Wahlberechtigte   | 134.730     |             | 134.730      |              |
|                                                                |                                 |                   |             |             |              |              |
| Quellen: Amtsblatt des Saarlandes Nr. 122, 04/10/1957 (S. 983) |                                 |                   |             |             |              |              |